# Renault 5
De Renault 5 is een automodel van de Franse producent Renault en werd op 28 januari 1972 geïntroduceerd. De Renault 5 werd verkocht tot 1996 en telt 7,3 miljoen verkochte exemplaren.

## Eerste generatie (1972–1984)
De Renault 5 werd in 1972 gelanceerd met een reclamecampagne met de (in Nederland gebruikte) tekst "Bonjour, ik ben de Renault 5, ik word ook wel Supercar genoemd!". Onder meer de vormgeving, beschermplaten van gewapend polyester en een derde deur maakte van de nieuwe Renault een wagen die zowel in de stad als op de autoweg gebruikt kon worden.
Onderhuids had de 5 erg veel weg van de Renault 4, zoals de voorwielaandrijving, torsievering, versnellingsbak (de eerste Renault 5's hadden net als bij de R4 de versnellingspook in het dashboard zitten, latere versies hadden vloerschakeling) en de in de lengte geplaatste 850cc-motor kwam eveneens van de Renault 4. Grotere motoren, tot 1400 cc, waren ook beschikbaar en waren afkomstig van de Renault 8, Renault 12 en Renault 18. De wagen werd wereldwijd veel verkocht en meer varianten van de auto kwamen beschikbaar. Zo werd de vijfdeursversie gelanceerd in 1979.
Er was ook een rally-versie van de Renault 5 met een middenmotor, de Renault 5 Turbo. Deze dient niet verward te worden met de Renault 5 Alpine Turbo of de Renault 5 GT Turbo, die beide de motor (net als alle andere Renault 5's) voorin hadden.

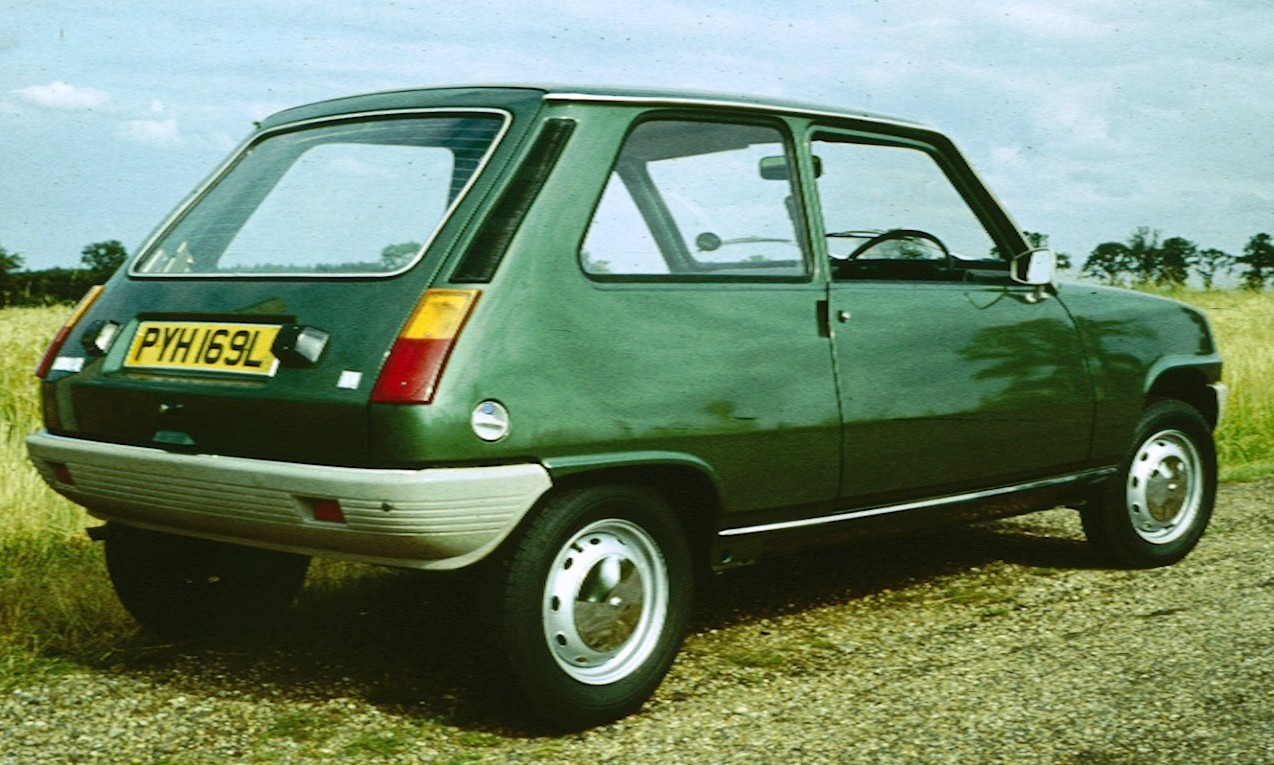
Renault 5, driedeursversie
Renault 5, vijfdeursversie
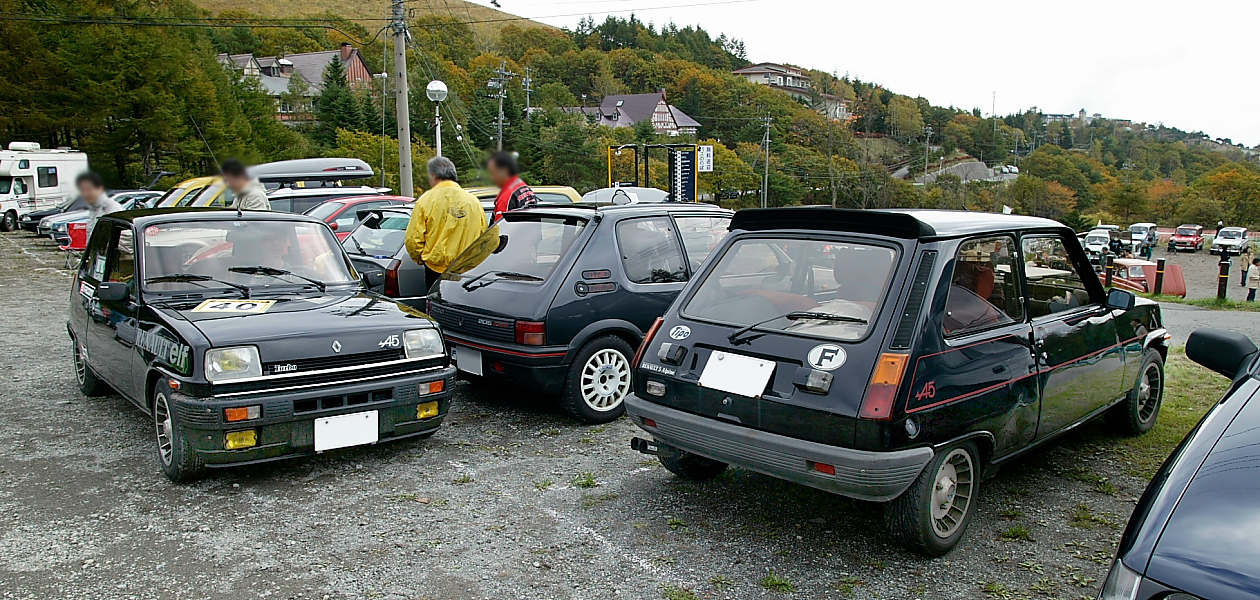
Renault 5 Alpine
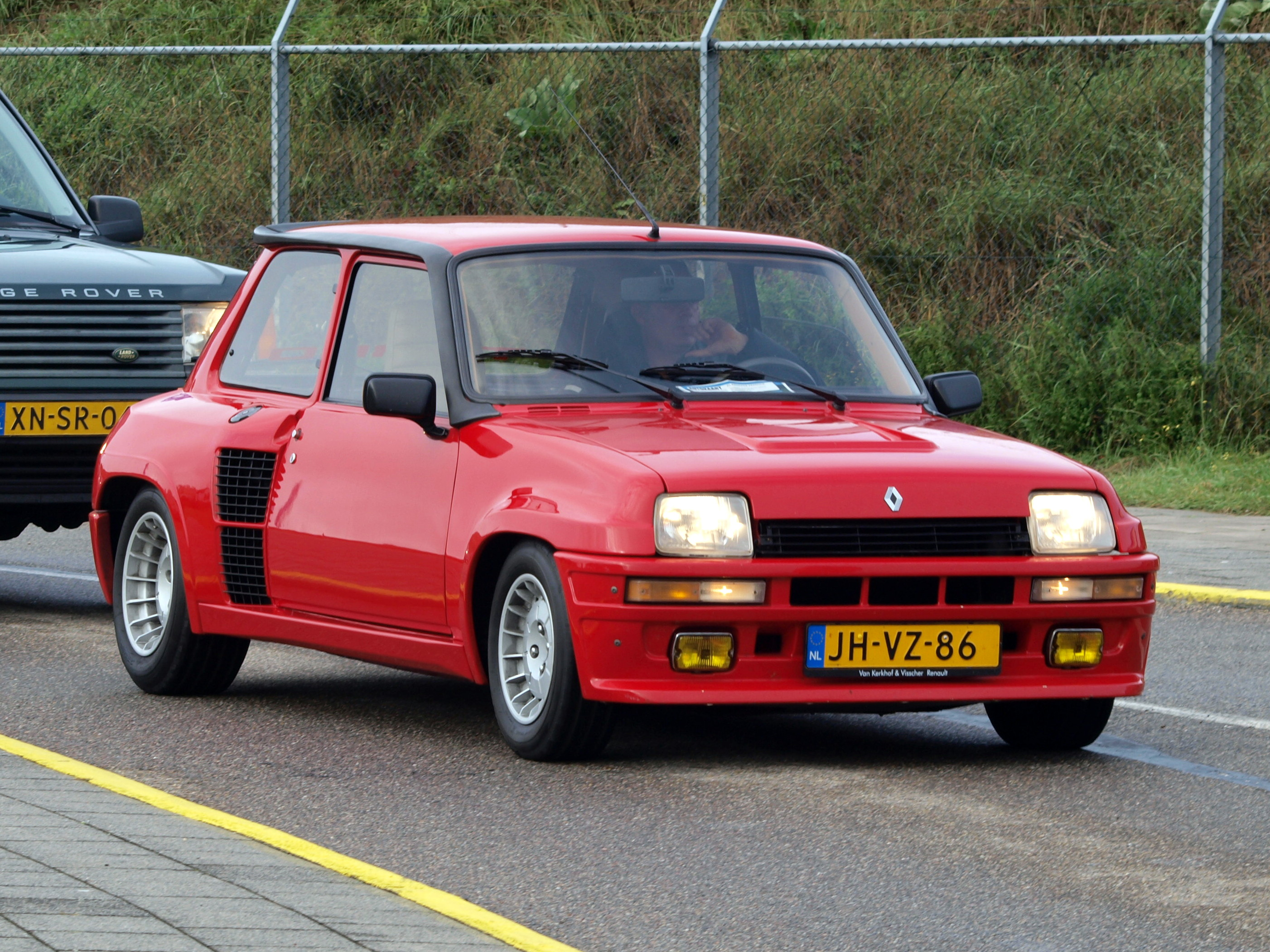
Renault 5 Turbo

### Exportmodellen
In het Verenigd Koninkrijk werden de sportieve uitvoeringen R5 Alpine en R5 Alpine Turbo als R5 Gordini en R5 Gordini Turbo verkocht. Naar de Verenigde Staten werd de auto vanaf 1976 met extra verchroomde onderdelen en katalysator als Renault Le Car geëxporteerd en daar verkocht door American Motors Corporation.
Een sedanvariant werd van eind 1974 tot begin 1983 voor de Spaanse markt bij FASA-Renault in Valladolid (Spanje) gebouwd en als Renault 7 verkocht. Men wilde op andere markten het opgebouwde positieve imago van de R5 niet compromitteren met een sedanmodel dat in deze voertuigklasse als conservatief werd beschouwd.

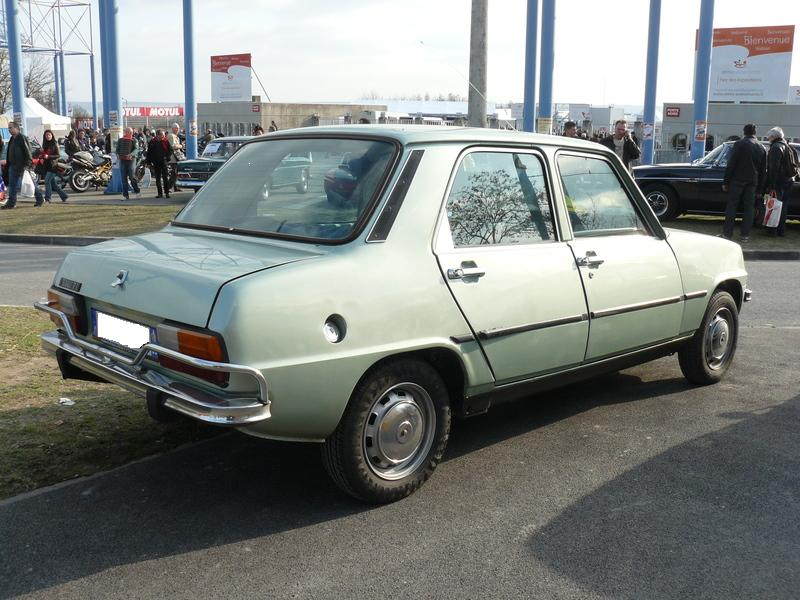
Renault 7 (1974-1983)
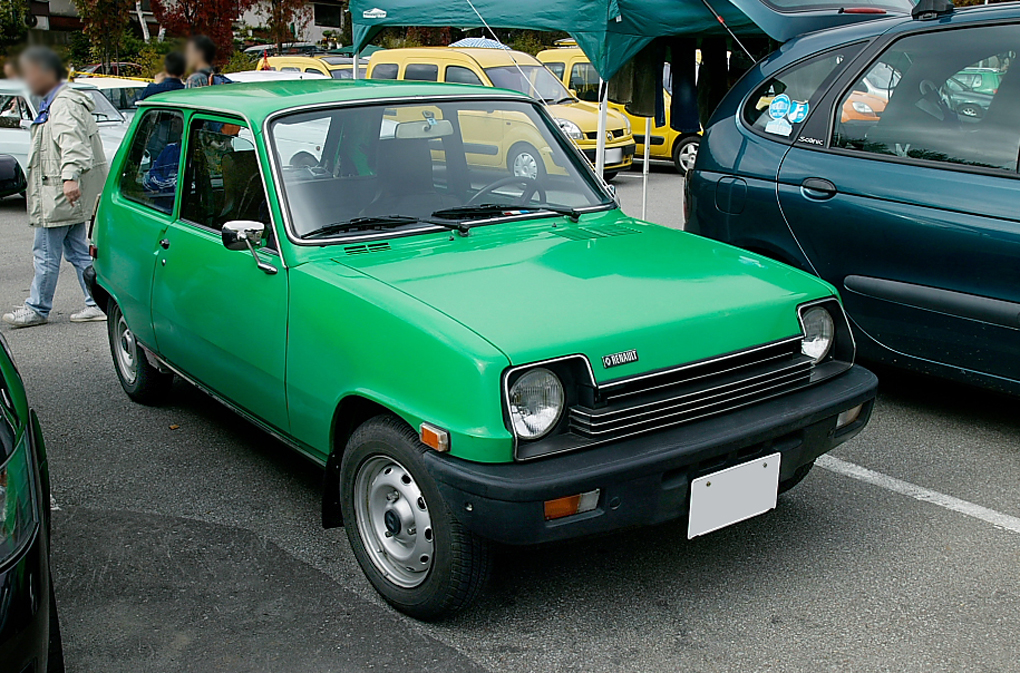
Renault LeCar (VS-versie van de R5)

## Tweede generatie (1984–1996) of Super5

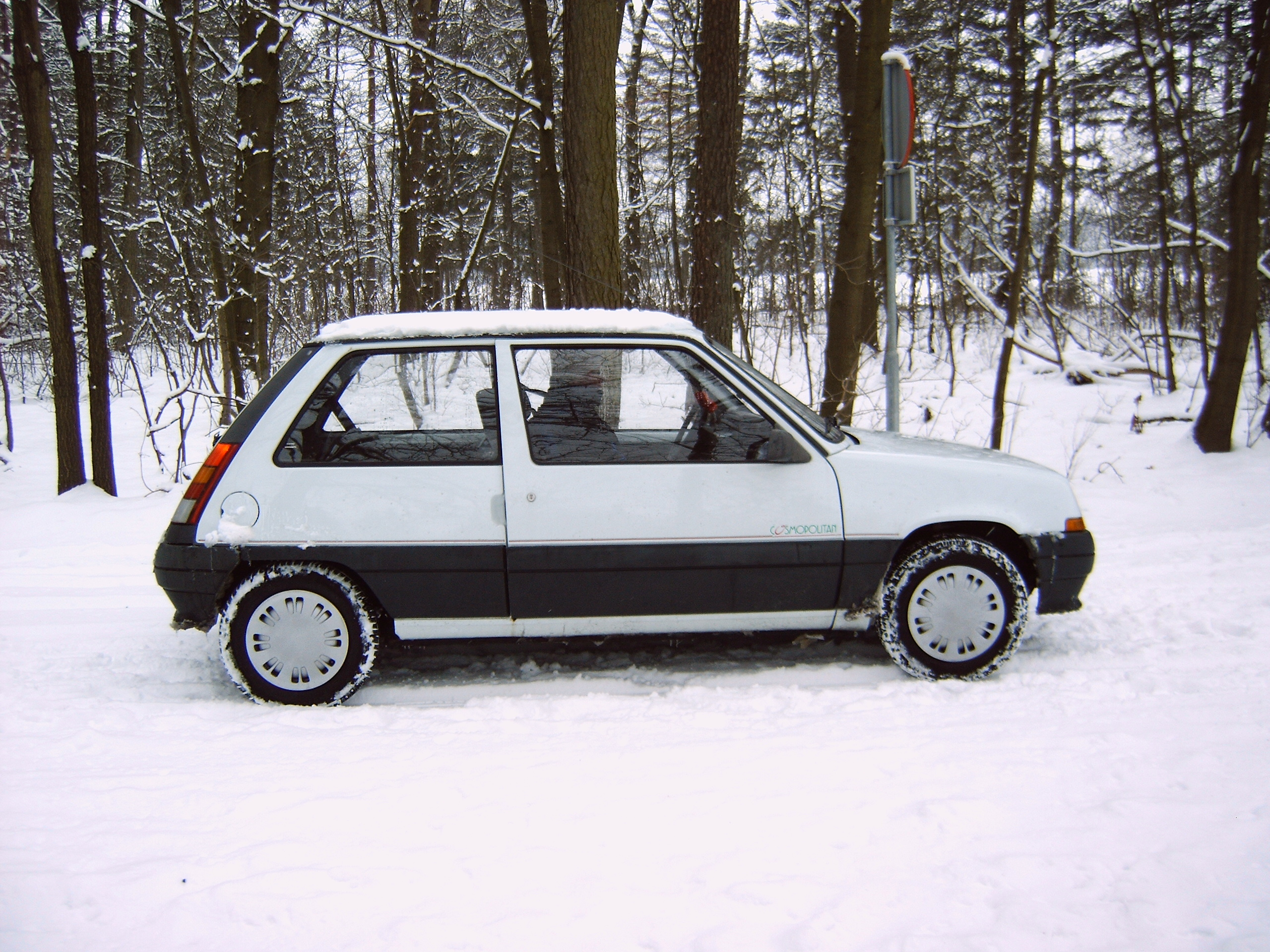
Super5

De dagen voor de Autosalon van Parijs in september 1984 werd een groot aantal aanplakborden in Frankrijk opgesierd met een tekening van de eerste Renault 5 die 'afscheid' nam van de wrede wereld. Zijn opvolger, de Super5 of Supercinq, leek uiterlijk behoorlijk op zijn voorganger, maar was van voorkant tot achterkant vernieuwd. Hij was ruimer opgezet en zuiniger. Duidelijk herkenbaar waren de schildbumpers, de achterlichten en het zwarte schildje erboven. De nieuwe 5 had een grotere binnenruimte omdat hij wat langer en breder was, maar ook omdat de motor nu, evenals in de Renault 9 en Renault 11, dwars was geplaatst.
De Super5 was leverbaar in de volgende uitvoeringen:
- L / C
- TC / TL / GL / TD
- GTL / GTS / Automatic / GTD
- TS
- TSE
- GT Turbo

De nieuwe basisuitvoering, de Campus was bestemd voor (jonge) mensen met een beperkt budget. Door striping en aangepaste bekleding deed deze niet kaal aan. Andere modellen waren:
- SL / SR / SD
- TL / TR / TD
- GTR / GTS / Automatic / GTD
- GTX
- Baccara
- GT Turbo / GTE

Midden 1988 waren er 2 miljoen exemplaren van de Super5 geproduceerd en verkocht. Voor de nieuwe en oude Renault 5 samen betekende dit dat er 7,3 miljoen stuks verkocht waren.

### Cabrio

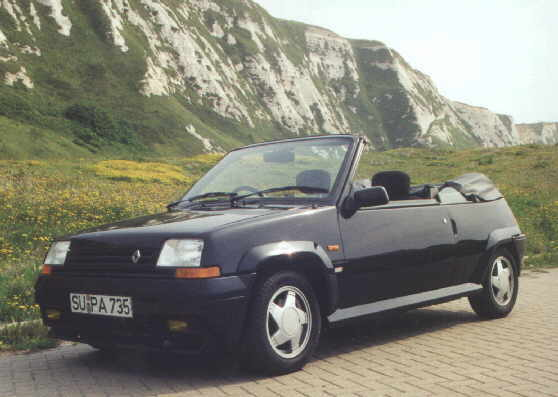
Renault Super 5 Cabrio van EBS

Tussen eind 1986 en begin 1991 produceerde het Belgische bedrijf EBS een cabrioletversie van de Super5 in een oplage van totaal 1400 stuks, waarvan 14 GT Turbo's.

## Terugkeer
In 1990 maakte de Cinq plaats voor de Clio, maar in 2024 keerde Renault terug met een nieuw model R5 E-tech Electric. Het retro-ontwerp vertoont gelijkenis met de modellen uit 1972 en 1984, heeft een lengte van 3,91 meter en een draaicirkel van  9,95 meter. Een stadswagen dus.
In productie:
5 E-Tech · 
Arkana · 
Austral · 
Captur · 
Clio · 
Espace · 
Kadjar · 
Kangoo · 
Koleos · 
Master · 
Mégane · 
Mégane E-Tech · 
Rafale · 
Scenic E-Tech · 
Symbioz · 
Symbol · 
Trafic · 
Twingo · 
Twingo Electric · 
Zoe

Uit productie:
3 · 
4 · 
5 · 
6 · 
7 · 
8 · 
9 · 
10 · 
11 · 
12 · 
14 · 
15 · 
16 · 
17 · 
18 · 
19 · 
20 · 
21 · 
25 · 
30 · 
2CV · 
4CV · 
Avantime · 
Caravelle · 
Dauphine · 
Domaine · 
Estafette ·
Express · 
Floride · 
Fluence ·
Frégate · 
Fuego · 
Juvaquatre ·
Laguna · 
Latitude · 
Modus · 
Nervastella · 
Novaquatre · 
Ondine · 
Prairie · 
Primaquatre · 
Rodeo · 
Safrane · 
Savanne · 
Scénic · 
Spider · 
Talisman · 
Thalia · 
Twizy · 
Vel Satis · 
Vivasport · 
Vivastella · 
Wind